# Jan Felix Knobel
Jan Felix Knobel (ur. 16 stycznia 1989) – niemiecki lekkoatleta specjalizujący się w wieloboju.
Na mistrzostwach świata juniorów młodszych w 2005 był piąty w ośmioboju, a trzy lata później został mistrzem świata juniorów w dziesięcioboju. 
Medalista mistrzostw Niemiec.
Rekord życiowy w dziesięcioboju: 8396 pkt. (16 czerwca 2013, Ratingen).

## Osiągnięcia
| Rok  | Impreza                               | Miejsce   | Konkurencja   | Lokata     | Wynik     |
| ---- | ------------------------------------- | --------- | ------------- | ---------- | --------- |
| 2005 | Mistrzostwa świata juniorów młodszych | Marrakesz | ośmiobój      | 5. miejsce | 6169 pkt. |
| 2008 | Mistrzostwa świata juniorów           | Bydgoszcz | dziesięciobój | 1. miejsce | 7896 pkt. |
| 2011 | Młodzieżowe mistrzostwa Europy        | Ostrawa   | dziesięciobój | DNF        | –         |
| 2011 | Mistrzostwa świata                    | Taegu     | dziesięciobój | 8. miejsce | 8200 pkt. |
| 2012 | Igrzyska olimpijskie                  | Londyn    | dziesięciobój | –          | DNF       |